# Sainte ampoule
Pour les articles homonymes, voir Ampoule.
La sainte ampoule était une fiole contenant une huile sacrée qui, selon la légende, aurait servi lors du baptême de Clovis. Son nom viendrait du latin ampulla (petit flacon, fiole) ou du saxon ampel (coupe, fiole).
Une portion de ce baume était mélangée à du saint chrême pour servir à l'onction des rois de France lors de la cérémonie du sacre. Elle faisait partie du trésor de l'abbaye Saint-Remi de Reims depuis la seconde moitié du IXe siècle.
Bien que la sainte ampoule et une grande partie de son contenu aient été détruits à la Révolution, l'archevêque de Reims conserve aujourd'hui un infime reste de cette relique qui aurait été sauvée des révolutionnaires et conservée dans une ampoule de substitution, utilisée notamment pour le sacre de Charles X en 1825 et conservée jusqu'à nos jours par la ville de Reims.

## La légende de la sainte ampoule

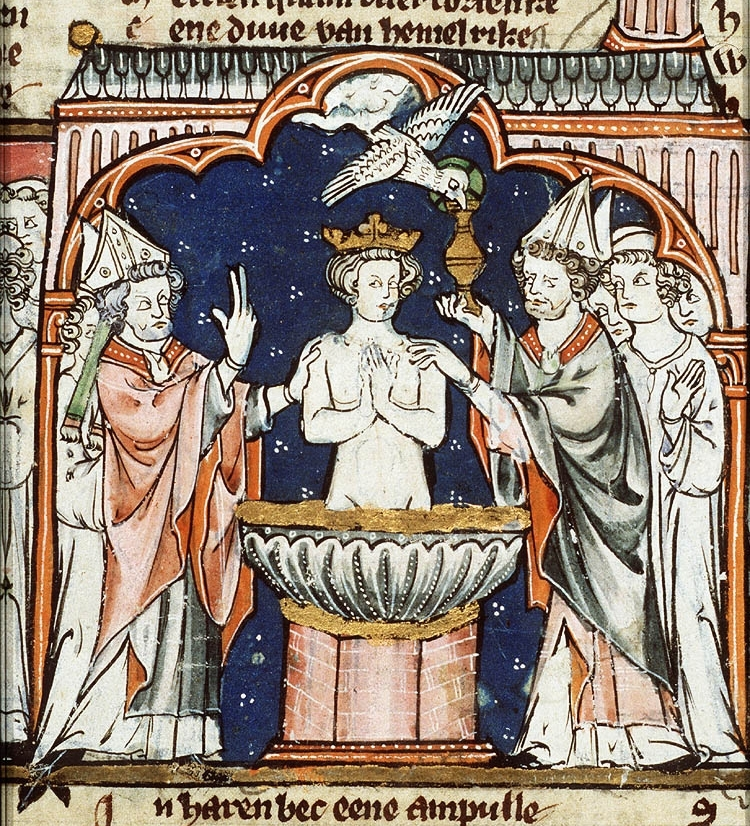
Baptême de Clovis (XIVe siècle).

### Apparition de la légende
Les sources les plus anciennes relatives au baptême de Clovis ne font pas allusion à un prodige. C'est Hincmar, archevêque de Reims de 845 à 882 qui le premier fait mention de l'existence de la sainte ampoule, avant 860, dans un office qu'il composa en l'honneur de saint Remi : une colombe aurait apporté cette fiole à Remi de Reims, futur saint Remi, pour oindre le front de Clovis lors de son baptême.
Il évoque également l'existence de la sainte ampoule dans un discours prononcé lors du sacre de Charles II le Chauve en 869 à Metz comme roi de Lotharingie mais ne dit pas s'il a utilisé le chrême pour ce sacre ; il l'intègre ensuite dans une Vie de saint Rémi. Par là même, Hincmar accrédite l'idée que « Dieu, donc, et Dieu seul fait le roi, avec l'aide visible de l'office sacerdotal. » 
On trouve mention du « saint chrême envoyé du Ciel » dans la liturgie rémoise remontant au VIIIe siècle au plus tard, ainsi que dans les œuvres de Gottschalk d'Orbais,.
On peut donc conjecturer que Hincmar a rapporté une légende qui aurait pu appartenir à la tradition orale de l'Église de Reims. On peut ajouter que parmi les 4 000 citations vérifiées par Jean Devisse, Hincmar n'a pas une seule fois été infidèle au texte d'origine, ce qui ne plaide pas pour une invention de son propre chef : « Nous sommes en mesure de dire, aujourd'hui, que nous n'avons jamais trouvé de falsification délibérée du texte, par modification, altération ou captation du sens » .
Aucune source ne mentionne ce saint chrême pour les sacres des Xe et XIe siècles. En revanche, l'histoire de l'apport du chrême baptismal à Rémi par une colombe matérialisant le Saint-Esprit est rapportée par le chanoine Flodoard au milieu du Xe siècle dans son Histoire de l'église de Reims, puis par Aimoin de Fleury, l'abbaye où s'écrit l'histoire de France sous Hugues Capet.

### Origine de la légende

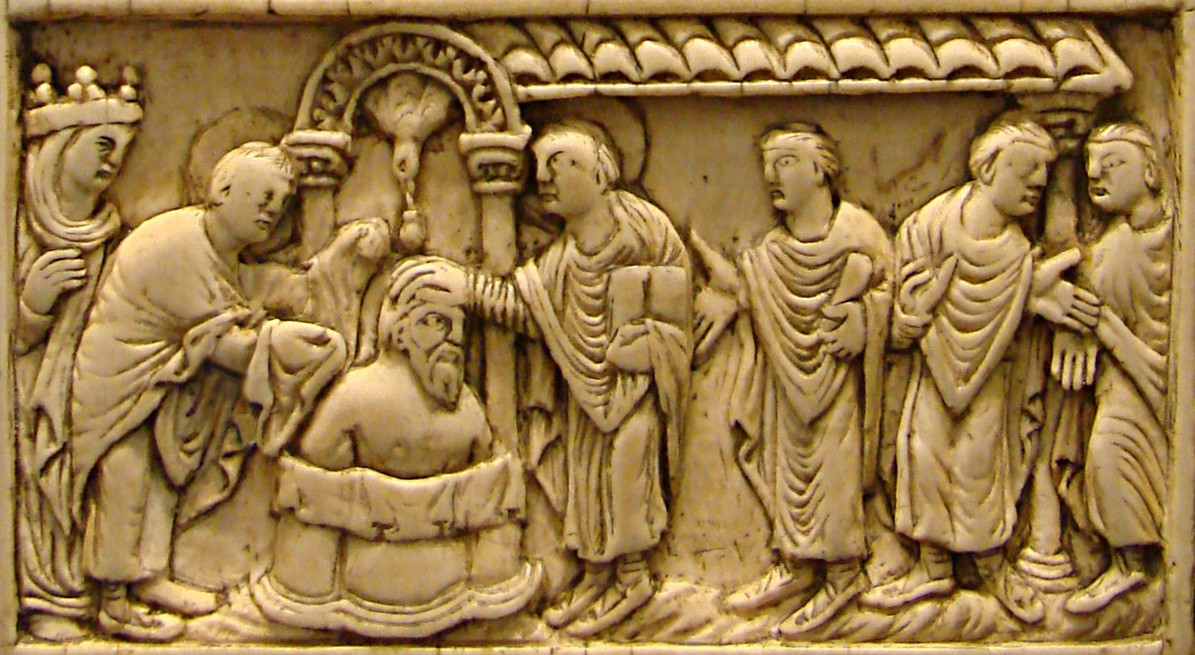
Baptême de Clovis (IXe siècle).

En 1651, l'érudit franc-comtois Jean-Jacques Chifflet dédiait au roi d'Espagne un livre dans lequel il rapprochait la légende des plus anciennes images du baptême de Clovis avec celui du Christ ; les Évangiles synoptiques mentionnent en effet l'Esprit de Dieu descendant sous la forme d'une Colombe au-dessus de Jésus.
Le modèle christique a été utilisé pour Clovis comme en témoigne la plus ancienne représentation du miracle de la sainte ampoule, sur une plaque d'ivoire du IXe siècle, provenant de la reliure d'un manuscrit - sans doute la Vie de saint Remi par Hincmar - illustrant les Miracles de saint Remi. Cette plaque est conservée au musée de Picardie à Amiens. Un clerc aura pu alors interpréter une représentation symbolique comme une description réaliste, créant ainsi la légende.
L'historien Marc Bloch suggère une autre origine possible : les saintes huiles étaient traditionnellement conservées au baptistère, dans des réceptacles faits à la ressemblance d'une colombe, en suspension ; le geste de l'évêque levant la main pour prendre le chrême aurait pu inspirer les artistes et donc la légende,.

## La sainte ampoule et le sacre

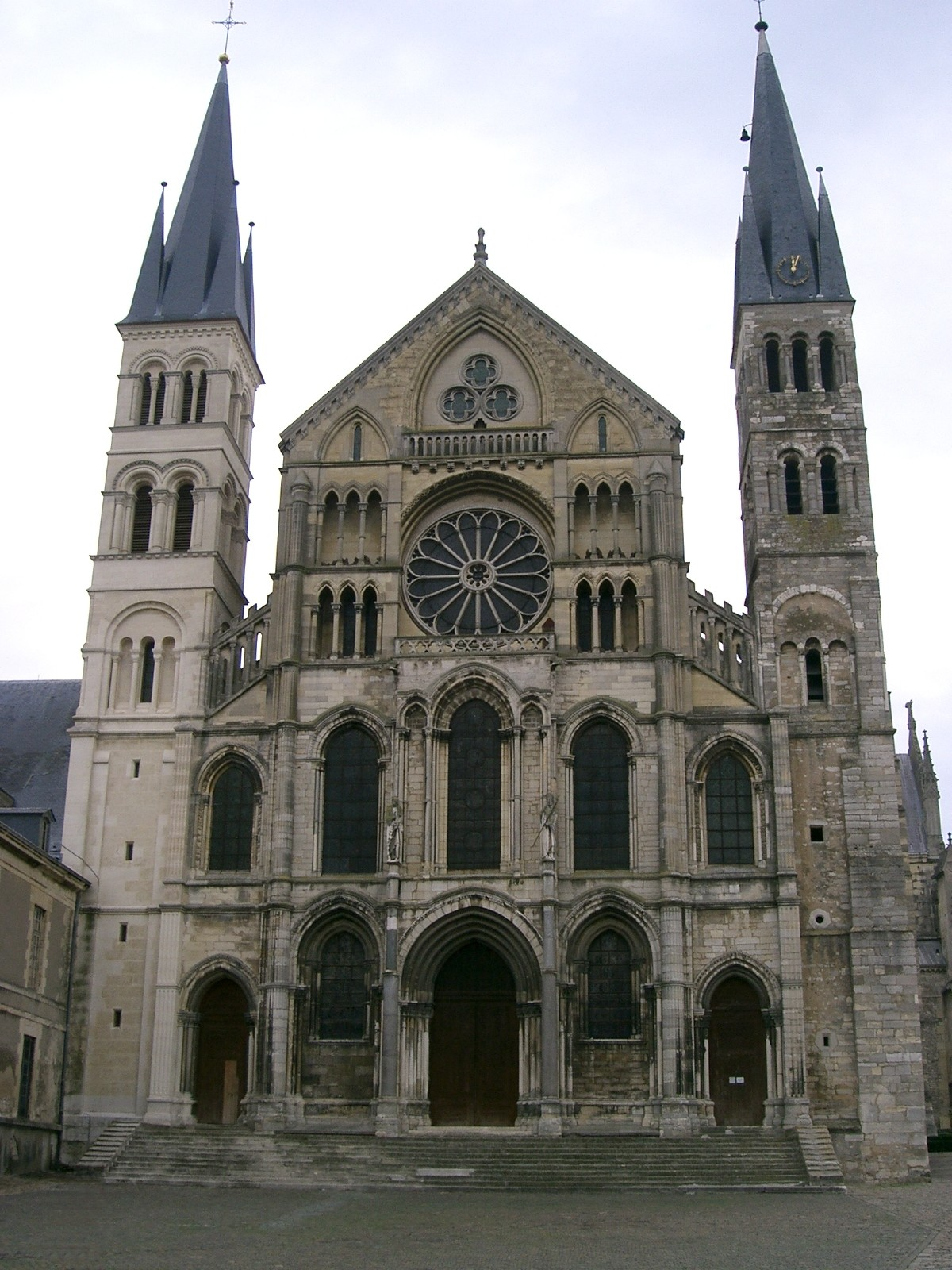
La basilique Saint-Rémi, point de départ de la sainte ampoule.

### Utilisation
Il est possible que l'ampoule de verre remplie de baume ait pu servir aux sacres effectués dans l'église Saint-Remi de Reims, donc dès Charles III le Simple en 893, cependant il faut attendre le sacre du pieux roi Louis VII en 1131 pour que l'on ait la certitude de son utilisation. L'ampoule n'est pas mentionnée mais le baume qu'elle contient l'est ; c'est dans l'ordo du sacre composé en 1230 sous Saint Louis qu'est mentionnée la sacro-sainte ampoule apportée comme une relique par l'abbé de Saint-Remi. Louis VII, qui a contribué à l'enrichissement de la symbolique royale, avec la fleur de lys à forte connotation mystique et l'enrichissement du sacre (avec le rite de chevalerie et l'intervention des pairs), a pu donner toute sa place au chrême du baptême de Clovis et à la sainte ampoule.
L'abbé de Saint-Remi, puis le grand prieur quand le monastère fut sous le régime de la commende, apportait solennellement la sainte ampoule dans la cathédrale, à pied d'abord, puis sur une haquenée blanche, sous un dais porté par quatre moines. Aux quatre coins se tenaient quatre grands seigneurs dépêchés par le roi, appelés les otages, c'est-à-dire les garants car ils juraient de protéger le reliquaire au péril de leur vie. Ils étaient précédés par la communauté monastique, entourés par les vassaux de l'abbaye, appelés les chevaliers de la Sainte Ampoule.
C'est l'évêque de Laon, duc et pair du royaume, qui a le privilège de porter la sainte ampoule au cours de la cérémonie. Le roi seul bénéficiait du baume prélevé par le prélat consécrateur avec une aiguille d'or : ce fragment de la taille d'un grain de blé était alors mélangé au saint chrême sur une patène et lui donnait une couleur rougeâtre. Avec le pouce, le prélat prélevait le mélange et traçait neuf onctions en forme de croix sur le souverain, tout en prononçant les paroles rituelles :  sur le haut de la tête, la poitrine, entre les deux épaules, l'épaule droite, l'épaule gauche, la jointure du bras droit puis du bras gauche ; puis, après s'être revêtu, sur les paumes des mains. Après les onctions, on raclait la patène et on mettait ce qui restait du mélange dans l'ampoule, ce qui confortait la croyance populaire en un inépuisable baume. La reine n'était sacrée qu'avec du saint chrême.
L’ancien reliquaire, contenant la sainte ampoule, ne sortait de l'abbaye Saint-Remi de Reims que les jours du sacre. Louis XI voulut l’avoir près de lui à son lit de mort et fut obéi. C’est la seule fois que l’ampoule quitta l'abbaye pour un but autre que celui que l’usage lui donnait.
Le premier roi à avoir été sacré à Reims fut Louis le Pieux en 816, le dernier Charles X. À partir du sacre d'Henri Ier en 1027 jusqu'au sacre de Charles X en 1825, on compte trente rois de France qui ont reçu la sainte onction à Reims, avec trois notables exceptions : Louis VI le Gros à Orléans, Henri IV à Chartres et Louis XVIII qui n'a pas été sacré. Les reines de France sont en général sacrées à la basilique Saint-Denis.

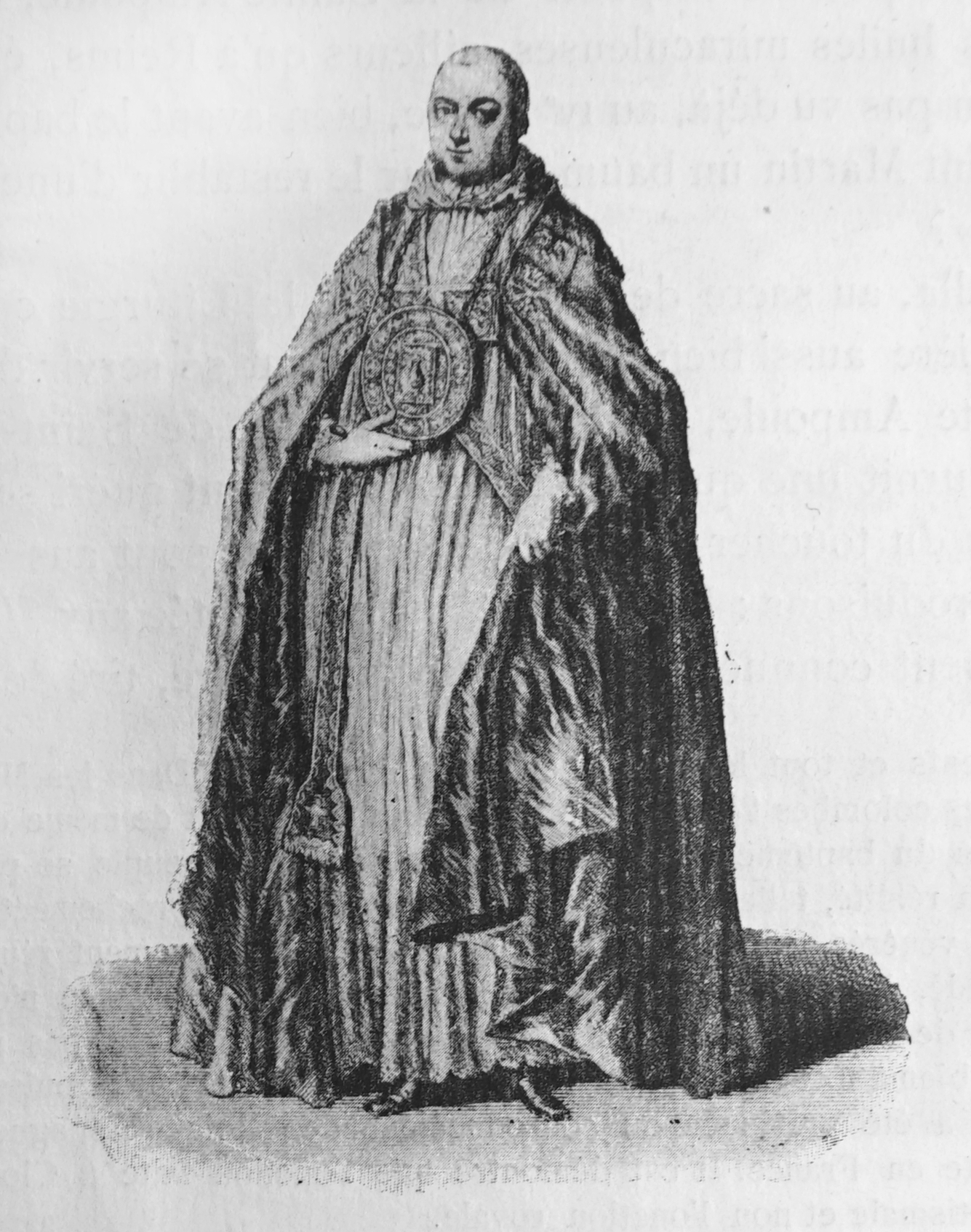
Prieur de Saint-Rémi.
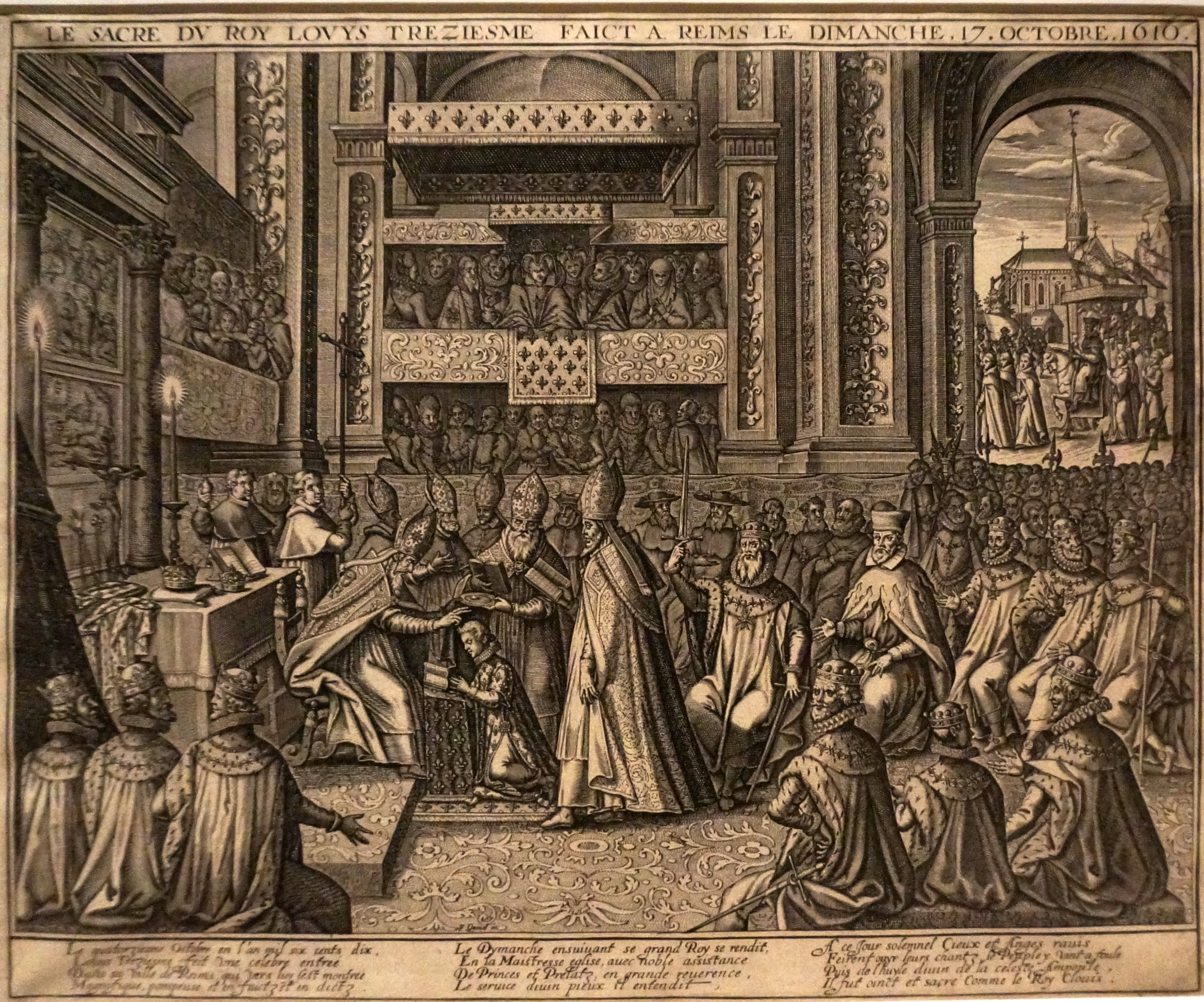
Les onctions, sacre de Louis XIII.
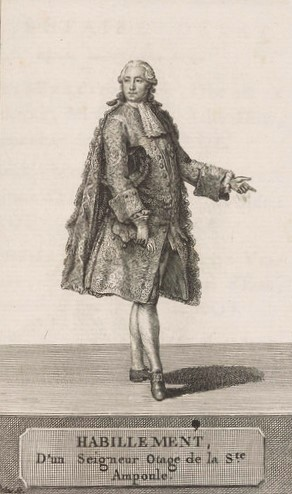
Habillement d'un des otages de la sainte ampoule lors du sacre de Louis XVI.
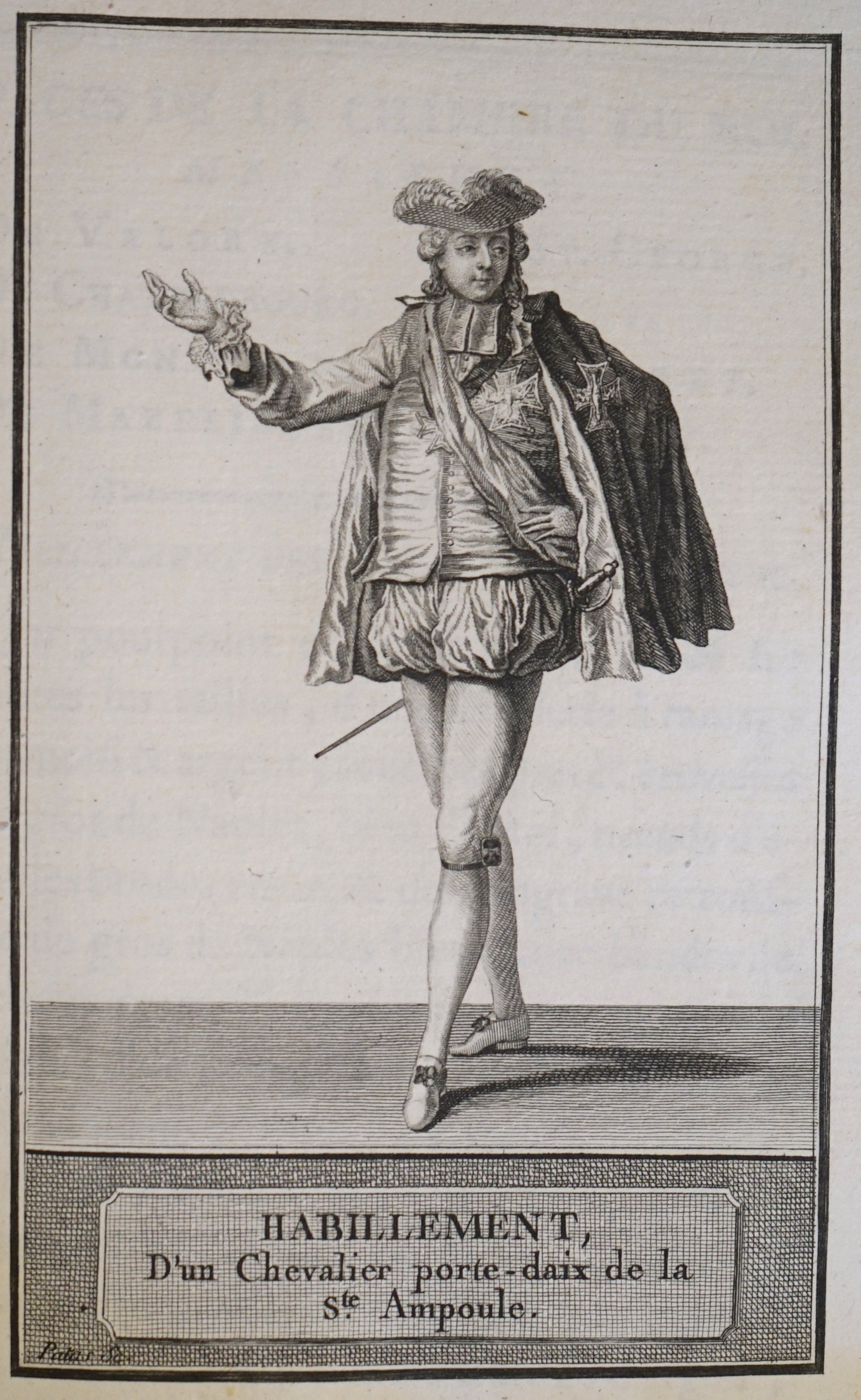
Chevalier porte daix, en 1775 par Patas.

### Otages de la sainte ampoule
On appelait alors « otages de la sainte ampoule » les quatre seigneurs chargés d'escorter l'ampoule de la basilique Saint-Remi de Reims jusqu'à la cathédrale de Reims. Ces « otages » (du vieux français hostage, « le logement », dérivé lui-même du latin hospes, l'hôte) demeuraient avec la sainte ampoule qu'ils accompagnaient, et qu'ils avaient pour mission de défendre jusqu'à la mort.
Le rituel prévoyait que les quatre « otages », chacun précédé de son écuyer, entraient à cheval dans la cathédrale, et chevauchaient ainsi aux quatre coins du dais d'argent porté au-dessus de l'abbé de la basilique Saint-Remi par les chevaliers de la sainte ampoule. Tous se rendaient alors, avec toute la majesté nécessaire, du grand portail jusqu'à l'autel ; là, l'abbé remettait la sainte ampoule à l'archevêque. Les otages de l'ampoule prenaient place dans les quatre premières stalles, du côté de l'Évangile, pour assister au sacre.
Charles-Daniel de Talleyrand-Périgord fut otage de la sainte ampoule le 11 juin 1775, lors du sacre de Louis XVI, en même temps que Jean-Louis Roger de Rochechouart.

### Chevaliers de la sainte ampoule
Il s’était formé un ordre de chevaliers, et plus tard, de « barons de la sainte ampoule ». Lors du sacre de Louis XIII, les barons portaient le dais qui protégeait le prieur de l'abbaye Saint-Remi, porteur de l'ampoule. Selon André Favyn, ces chevaliers n'étaient qu'au nombre de quatre, et devaient, pour être reçus, posséder les abbayes de Terrier, de Belestre, de Sonastre et de Louverey, qui relevaient de l'abbaye de Reims. Lors du sacre d'un roi de France, c'était le rôle des chevaliers, ou des barons, de la sainte ampoule que de porter dans la cathédrale le dais d'argent au-dessus du prieur de l'abbaye de Reims, porteur de la sainte ampoule. Les habitants du Chêne-Populeux (aujourd'hui Le Chesne) avaient le privilège d’accompagner la sainte ampoule aux cérémonies du sacre parce qu’ils avaient défendu la fiole contre les Anglais.

## Description de la sainte ampoule

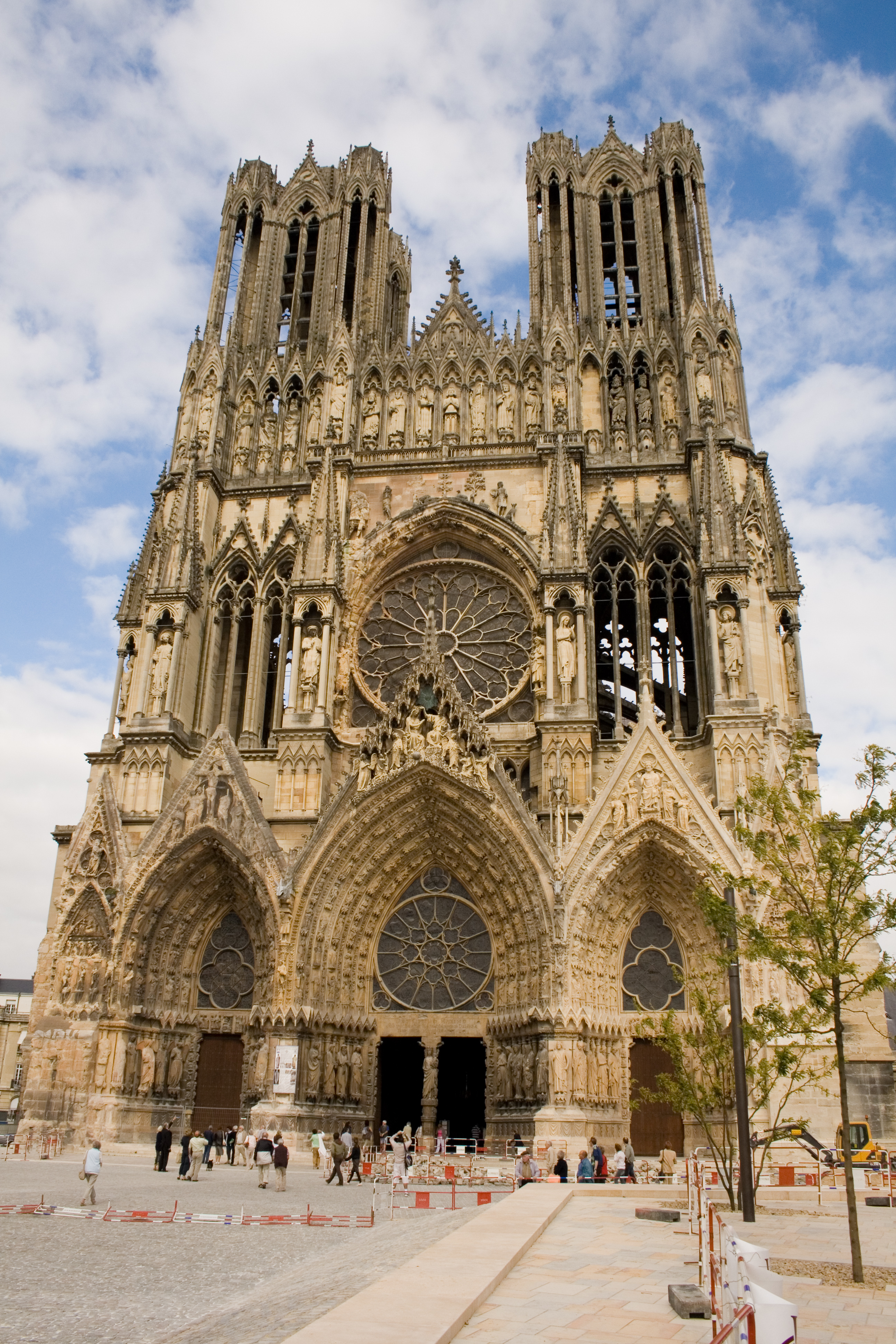
La cathédrale Notre-Dame de Reims, le lieu du sacre.

### La fiole
Selon Patrick Demouy, ce n'est pas Louis VII qui aurait fabriqué la sainte ampoule car la description qu'en donne Dom Guillaume Marlot en 1643 est celle d'une fiole tout à fait ordinaire, sans ornement, ne correspondant pas aux habitudes du XIIe siècle. Francis Oppenheimer a fait le rapprochement avec les fioles à parfum en verre opaque que l'on trouve dans les tombes gallo-romaines ; il était courant depuis l'Antiquité de placer des fioles de verre de ce genre, dites balsamaires, dans les tombes et on en trouve encore d'autres au Musée archéologique de Reims ; ce fut lors de la deuxième des cinq translations des restes du saint, opérée par Hincmar en 852, qu'on aurait trouvé cette ou ces ampoules, qui furent déposées avec d'autres reliques, dans la châsse d'argent préparée pour revoir les restes. C'est dans le mausolée de l'évêque que les moines conservaient l'ampoule. Les clefs du tombeau de saint Remi, qui la renfermait, étaient placées dans la chambre de l'abbé : c’était lui qui ouvrait et fermait la porte. Les évêques de Laon, ducs et pairs du royaume, avaient le privilège de porter la sainte ampoule au cours de la cérémonie du sacre des rois de France.

### Le reliquaire
L'ampoule fut enchâssée dans un reliquaire, peut-être réalisé à la fin du XIIe siècle : « Le cadre est sur une assiette d'argent doré, semé de pierreries, dont la bordure est d'or, où ést attachée une chaîne d'argent, que l'abbé met à son cou lorsqu'on la porte en la grande église pour le sacre. » Jean-François Lacatte-Joltrois précise : « Ce que l'on appelle la sainte ampoule était une petite fiole de verre ou de cristal, d'un pouce et demi de hauteur, remplie aux deux tiers d'un baume brun foncé, congelé à ses parois ; son col bouché avec du taffetas rouge, avait sept lignes de circonférence, et le fond en avait treize : elle se trouvait enchâssée dans une espèce de rose de vermeil, de la forme d'une assiette ordinaire, longue de trois pouces neuf lignes, et ornée de pierreries. Ce reliquaire, artistement travaillé, s'ouvrait en deux parties ; le dessus était à jour et recouvert d'un cristal au travers duquel on voyait la fiole placée dans le dos d'une colombe d'or ; cette colombe avait trois pouces deux lignes de longueur. À côté était une aiguille d'or, longue de trente-sept lignes, qui servait à détacher de la fiole le baume qu'on mêlait au saint chrême. Ce mélange se faisait sur une espèce de patène d'argent, appliquée au revers du reliquaire. Cette patène, rivée de tous côtés avec des clous d'argent, n'était détachée qu'au moment même du sacre, par l'abbé de Saint-Remi ou le prieur de l'abbaye. Seuls ils avaient le droit de la porter dans cette grande cérémonie, et venaient la déposer sur l'autel de la cathédrale. »

## Destruction et recréation d'une nouvelle sainte ampoule
Le 16 septembre 1793, Philippe Rühl (député de la Convention nationale du Bas-Rhin) est envoyé en mission dans les départements de la Marne et de la Haute-Marne. Le 7 octobre, durant son passage à Reims, il brise la sainte ampoule sur la place royale devant la statue de Louis XV : « j'ai brisé la sainte ampoule, sur le piédestal de Louis le fainéant, quinzième de ce nom [...] La sainte ampoule n'existe plus ; ce hochet sacré des sots et cet instrument dangereux dans la main des satellites du despotisme a disparu ». 

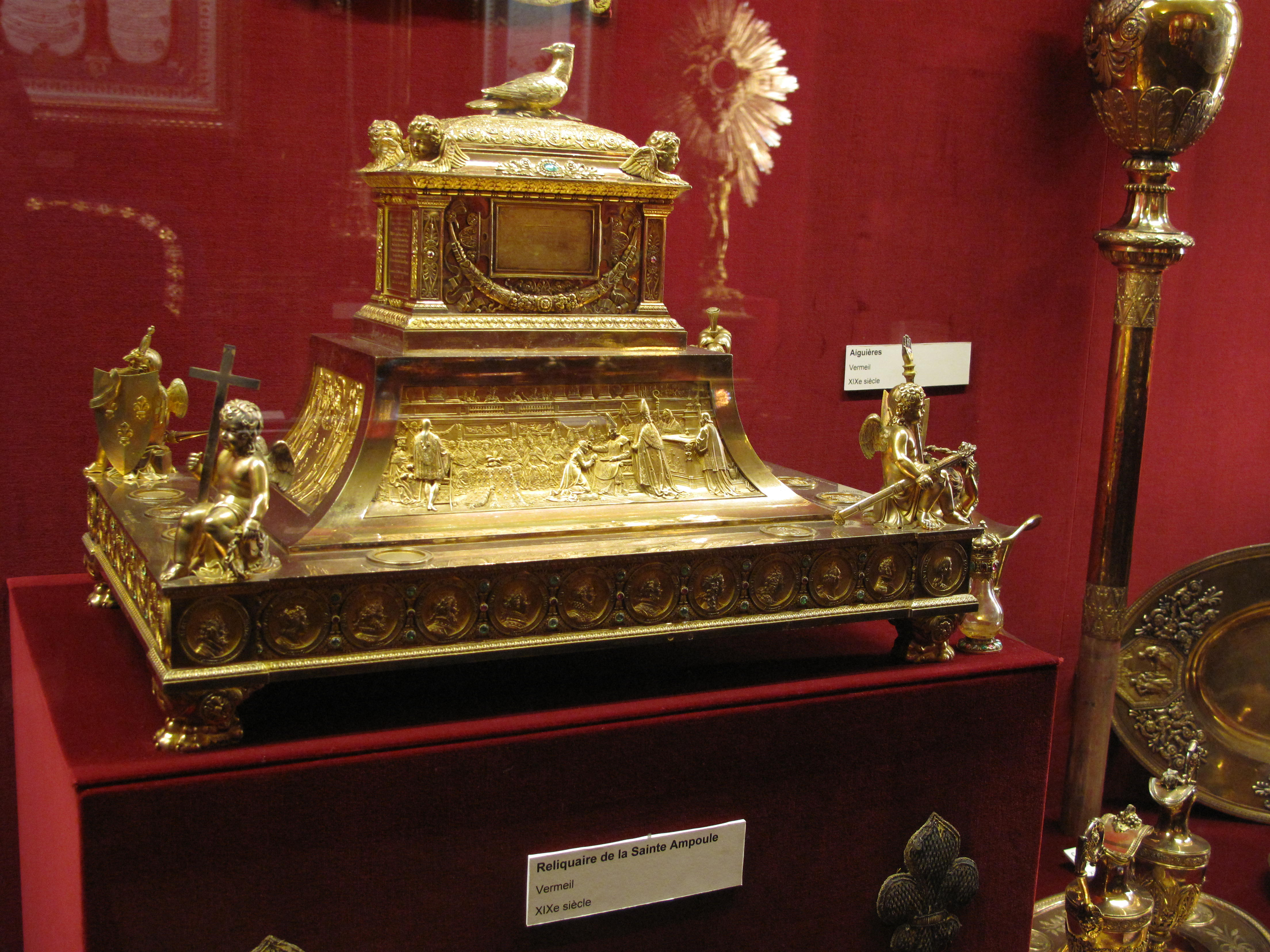
Reliquaire de la sainte ampoule conservé au trésor du palais du Tau à Reims (Marne).

D'après Achille Jubinal, il est certain toutefois que des fragments de l'ampoule aient été conservés par des habitants ayant assisté à l'acte de Rühl, fragments qui seraient ramenés dans la cathédrale de Reims peu après. D'après des sources plus sujettes à débat, la veille, le curé constitutionnel Jules-Armand Seraine et un officier municipal, Philippe Hourelle, auraient retiré ce qu'ils pouvaient du contenu de la sainte ampoule et le cachèrent, puis en auraient donné une partie respectivement à Messieurs Bouré, curé de Berry-au-Bac, et Lecomte, juge au tribunal de Reims. De plus, lors de la destruction du reliquaire, un dénommé Louis Champagne Prévoteau aurait recueilli deux fragments de verre de l'ampoule sur lesquels subsistaient des restes du baume,. Le 22 mai 1825, l'archevêque de Reims procéda au transvasement de tous ces fragments, à l'exception de ceux de Philippe Hourelle perdus par ses héritiers, dans du saint chrême. Ces faits restent toutefois contestés par plusieurs historiens,. Un nouveau reliquaire fut commandé par Louis XVIII à Jean-Charles Cahier pour abriter dans une nouvelle ampoule les fragments du baume ayant échappé au vandalisme révolutionnaire. Il fut achevé en 1823 et utilisé pour le sacre de Charles X en 1825 ; la nouvelle ampoule, en cristal de roche, est fermée par une couronne royale, agrémentée de pierres précieuses en cabochon. Le reliquaire est conservé au palais du Tau,. Sur le socle sont représentés les rois de France ; deux bas reliefs représentent le baptême de Clovis et le sacre de Louis XV. Sur les petits côtés, Jeanne d'Arc présente l'écu de France, avec Dunois son compagnon d'armes. Aux angles, les angelots portent des insignes royaux  et les instruments de la Passion.
En 1906, lors de son expulsion de l'archevêché à la suite de la loi de séparation des Églises et de l'État, Mgr Louis-Joseph Luçon, archevêque de Reims, craignant une nouvelle profanation, transféra le chrême dans une ampoule de verre qu'il emporta avec lui. Le controversé baume du sacre est toujours conservé à l'archevêché de Reims.
Le baume de la sainte ampoule a été utilisé deux fois depuis lors : quand la cathédrale, restaurée après les destructions de la Grande Guerre, bénéficia d'une nouvelle dédicace en 1937, on[Qui ?] prit le flacon, on brisa les sceaux qu'avait apposés le cardinal Luçon et on préleva quelques parcelles de la substance pour les mêler au saint chrême destiné à la consécration de l'autel majeur.